# Den lille istid
Den lille istid (international forkortelse: LIA) var en køligere periode, som begyndte i senmiddelalderen og sluttede i 1800-tallet. Hvornår temperatursænkningen begyndte, er der ingen konsensus omkring. Der er blevet påvist tre tidspunkter, hvor temperaturen nåede et minimum i perioden, ét omkring 1660, ét 1770 og ét omkring 1850. Den lille istid var ikke en konstant kold periode, men gav forskellige udslag til forskellige tider på forskellige steder på Jorden; noget tyder dog på, at den nordlige halvkugle blev mest ramt, og udsvingene var størst om vinteren. Den lille istid optræder efter middelalderlige varmeperiode.
De første indikationer om en usædvanlig kuldeperiode er fundet i almanakker, som beskriver kølige og regnfulde somre. Ligeledes forekommer helt tilfrosne søer og floder oftere på billeder, end de har gjort senere.
Efter den første påvisning af Den lille istid blev det antaget, at det et var globalt fænomen, men det anses i dag for at være mere usikkert.
Ifølge forskning fra 2021 af Francois Lapointe og Raymond S. Bradley kollapsede Atlantic meridional overturning circulation (AMOC), inkl. Golfstrømmen, i slutningen af det 13. århundrede, hvilket forårsagede den lille istid.

## Datering
Der er ingen konsensus om, hvilket år den lille istid begyndte, en række klimatiske begivenheder angives ofte som starttidspunkt. Disse årstal har været foreslået:
- 1250: Pakisen i Atlanterhavet begyndte at vokse.
- 1257: Vulkanen Samalas har et stort udbrud som nogle mener startede den lille istid[4]. Næsten en tredjedel af Londons borgere døde året efter.[5]
- 1300: Varme somre var ikke længere garanterede i Nordeuropa.
- 1315: Stor hungersnød i Europa fra 1315-1317.
- 1650: Første globale temperaturminimum

Modsat periodens begyndelse er der generel enighed om, at den lille istid sluttede omkring 1850. Ifølge Jens Ernholtz: "Statistisk oversigt - over vejret i Danmark 1720-1800" (2014) kan den lille istid ikke påvises i Danmark i perioden 1720-1800.

## Konsekvenser
Den lille istid gav kolde vintre til store dele af verden, men konsekvenserne er bedst dokumenteret i Europa og Nordamerika. I 1600-tallet voksede gletsjerne i de schweiziske alper og opslugte hele landsbyer. Floderne i Vesteuropa frøs ofte helt til, så man kunne stå på skøjter på Themsen. Island blev helt indesluttet af is om vinteren, og den arktiske pakis strakte sig så langt mod syd, at inuitter fra Grønland var på besøg i Skotland.
Der blev observeret en større mængde sne end både før og efter den lille istid, og sneen blev liggende i længere tid. Samtidig var foråret og sommeren udsædvanligt kolde og våde i flere år, dog var der store udsving mellem de enkelte år. I Europa var der i 1315-1317 hungersnød, og landbruget måtte omstilles til en kortere vækstsæson og mere uforudsigeligt vejr. Storme blev mere hyppige, og fra Vadehavet blev det rapporteret, at flere øer og landsbyer var skyllet i havet.
I Etiopien og Mauretanien var der evig sne på bjerge, hvor det aldrig forekommer i dag, og i Timbuktu forekom der flere oversvømmelser af Nigerfloden, hvilket ikke er sket siden. I Kina blev visse afgrøder som appelsiner opgivet i Jiangxi, hvor de havde været dyrket i århundreder.
De hårde vintre fik stor indflydelse på de menneskelige samfund. Eksempelvis befolkningstallet på Island faldt til det halve, og de nordiske kolonier på Grønland blev forladt. I Nordamerika begyndte de oprindelige indbyggere at danne forbund mellem flere stammer for at modstå fødevaremangel.

## Årsager
Forskere har peget på flere faktorer, som hver for sig eller i kombination kan have forårsaget temperaturfaldet i den lille istid. Et af problemerne med at afgøre hvilke faktorer, der førte til klimaforandringerne, er den manglende konsensus om, hvordan klimaet opfører sig, når det er normalt. Måske er det i stedet kuldeperioder som er normen, mens de varmere er undtagelsen. De anormale fænomener, som er blevet påvist i denne periode, er en lavere solaktivitet og øget vulkanaktivitet. Et andet problem er den manglende viden om, hvor meget de enkelte faktorer kan påvirke klimaet. Andre har spekuleret i den menneskelige påvirkning; fx skulle den sorte død have forårsaget, at landbrugsområder blev forladt, hvilket gav plads til ny skov, som betød et lavere niveau af CO2 i atmosfæren. .

### Solaktivitet
I perioden 1675-1715 blev der af samtidens astronomer i både Europa og Asien observeret færre solpletter end i perioden før og efter, det samme gør sig gældende for 1780-1829. Den første periode er navngivet Maunder Minimum , og den næste: Sporer Minimum. 14C analyser og måling af 10beryllium niveauet i iskerneboringer i moderne tid har bekræftet disse iagttagelser. Sammenhængen mellem lav solaktivitet og lavere temperaturer er dog ikke blevet påvist, men forekomsten af de to tilfælde midt i kølige perioder indikerer en vis sammenhæng.

### Vulkanudbrud
Vulkanen Tambora i Indonesien havde et stort udbrud i 1815, og det følgende år blev siden kendt som året uden sommer, da der f.eks. blev rapporteret om snefald i Europa og Nordamerika i både juni og juli. Ved et vulkanudbrud sendes der partikler ud i atmosfæren, og ved et vulkanudbrud i den størrelsesorden, som Tambora i 1815 tilhører, drejer det sig om så store mængder, at solindtaget hæmmes så meget, at temperaturen falder mærkbart.
I hele perioden, som den lille istid varede, oplevede Jorden en øget vulkansk aktivitet, og den forøgede mængde af askepartikler i atmosfæren kunne således føre til hyppige temperaturfald.

## Afslutningen på den lille istid
Fra omkring 1850 begyndte klimaet igen at blive varmere, og igennem de seneste 150 år har Jorden oplevet en generel temperaturstigning. Nogle forskere har derfor foreslået, at de klimaforandringer, vi oplever i dag, skyldes, at klimaet stadig er ved at stabilisere sig. Men blandt klimaforskere er der en del som mener, at de nuværende klimaforandringer skyldes det øgede udslip af CO2 i atmosfæren, forårsaget af menneskelige aktiviteter.